# 馬可 (塞阿臘州)
3°07′26″S 40°08′49″W / 3.12389°S 40.14694°W

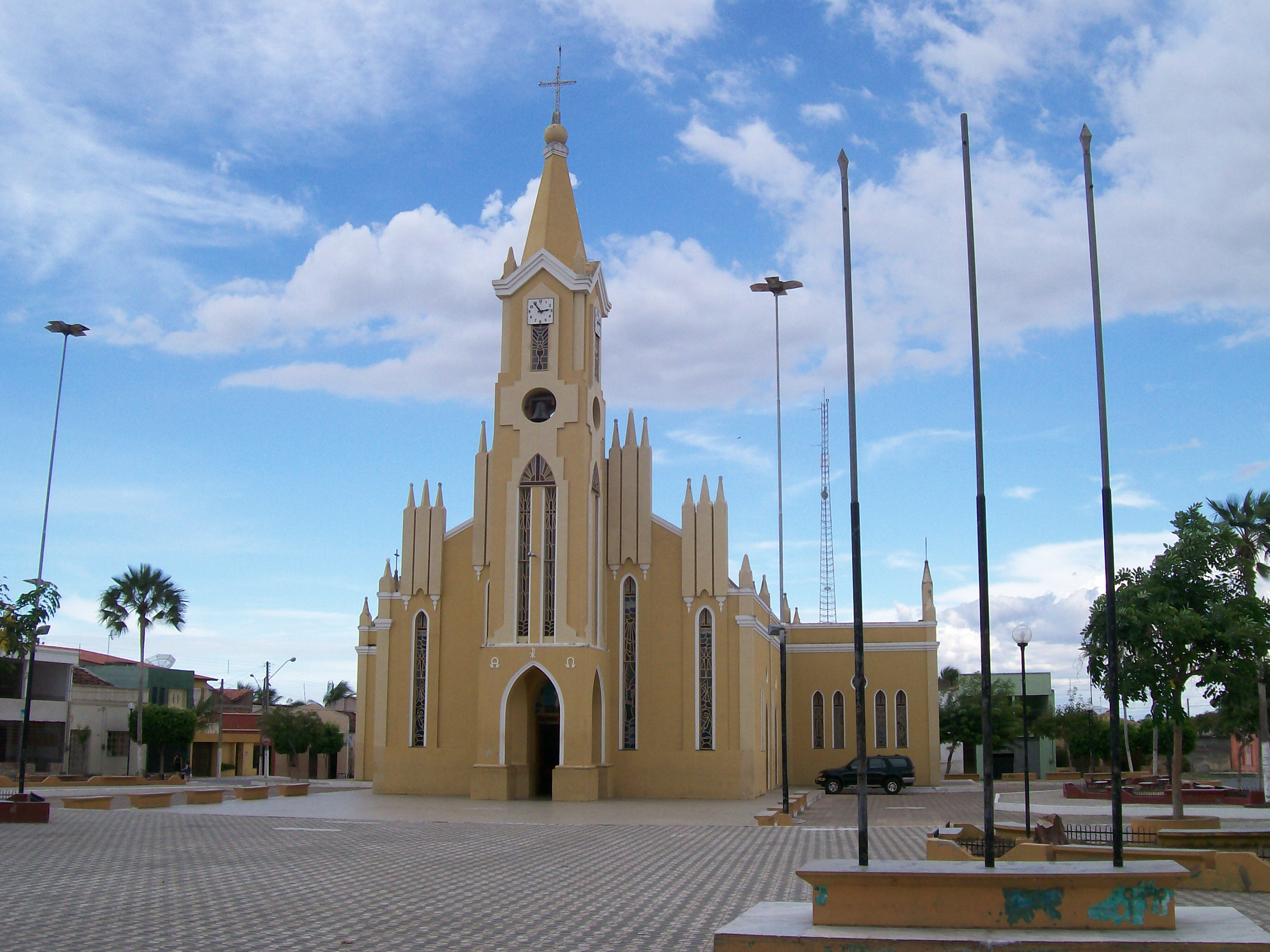
馬可

馬可（葡萄牙語：Marco），是巴西的城鎮，位於該國東北部，由塞阿臘州負責管轄，歷史可追溯至十八世紀，始建於1951年11月22日，面積574.15平方公里，2010年人口24,703，人口密度每平方公里43.03人。